# Catasigerpes erlangeri
Catasigerpes erlangeri är en bönsyrseart som beskrevs av Max Beier 1931. Catasigerpes erlangeri ingår i släktet Catasigerpes och familjen Hymenopodidae. Inga underarter finns listade i Catalogue of Life.